# Cheesy (videogioco)
Cheesy è un videogioco a piattaforme sviluppato nel 1996 da CTA Developments e pubblicato da Ocean Software in Europa e da Jaleco in Giappone.

## Trama
Il gioco parla di un topolino che viene rinchiuso in un castello su una collina e deve cercare degli ingredienti per creare una pozione che gli permetta di scappare tramite teletrasporto.

## Modalità di gioco
Cheesy è un gioco platform con stili di gioco 3D e 2.5D. Il giocatore controlla il personaggio titolare, un topo che è stato imprigionato in un castello da uno scienziato pazzo finché non sono comparsi degli alieni che hanno cercato di attaccarlo, con l'obiettivo principale del gioco di fuggire dal castello, mentre combatte contro gli alieni che gli si parano davanti.